# 283-й истребительный авиационный полк
283-й истребительный авиационный Выборгский ордена Кутузова полк — воинская часть Вооружённых Сил СССР в Великой Отечественной войне.

## История
На 22 июня 1941 года входит в состав 75-й истребительной авиационной дивизии, материальной частью укомплектован не был.
В составе действующей армии с 26 августа 1941 по 16 февраля 1942, с 23 июня 1942 по 31 июля 1942, с 10 августа 1942 по 18 марта 1943 и с 1 октября 1943 по 9 мая 1945 года.
Был укомплектован в августе 1941 года на аэродроме Лебедянь в двухэскадрильном составе за счёт 31-го истребительного полка самолётами МиГ-3. Вошёл в состав 2-й резервной авиационной группы, переброшен в район Тихвина и с 26 августа 1941 года, действуя с аэродрома у деревни Шибинец южнее Тихвина, занят в боях по реке Волхов, вылетает на перехват самолётов противника, сопровождает транспортные самолёты в осаждённый Ленинград, прикрывает Ил-2 и Пе-2, прикрывает наземные войска и штурмует позиции противника в ходе Синявинской наступательной операции, Тихвинских оборонительной и наступательной операций, с января 1942 года в ходе Любанской наступательной операции. К концу сентября 1941 года в полку осталось только 6 лётчиков и 5 исправных самолётов, и он был пополнен за счёт остатков другого полка.
В середине февраля 1942 года отправлен на переформирование в состав 19-го запасного авиационного полка в Новосибирск, где был переобучен и получил самолёты Як-7б. Вновь вернулся на Волховский фронт на аэродром близ деревни Гремячево в конце июня 1942 года и до конца июля 1942 года действует над Волховским плацдармом, Киришами, Грузино, после чего ненадолго отведён в тыл для комплектования 279-й истребительной дивизии и в её составе с 10 августа 1942 года продолжает деятельность по Волховскому фронту до марта 1943 года, после чего вновь отведён в Новосибирск.
Вновь приступил к боевой работе только в ноябре 1943 года, уже на Ленинградском фронте. Основной задачей полка в 1944 году было сопровождение самолётов-артиллерийских корректировщиков. Действует в течение 1944 года в ходе Ленинградско-Новгородской, Выборгской, Нарвской, Таллинской, Моонзундской десантной операций.
В октябре 1944 года вошёл в состав 275-й истребительной дивизии и с 1 января 1945 года в боях участия не принимал.
Всего за период войны лётчики полка одержали 81 воздушную победу.

## Подчинение
| Дата            | Фронт (округ)             | Армия                | Корпус                           | Дивизия                                  |
| --------------- | ------------------------- | -------------------- | -------------------------------- | ---------------------------------------- |
| 22.06.1941 года | Харьковский военный округ | -                    | -                                | 75-я истребительная авиационная дивизия  |
| 01.07.1941 года | Харьковский военный округ | -                    | -                                | 75-я смешанная авиационная дивизия       |
| 10.07.1941 года | Харьковский военный округ | -                    | -                                | 75-я смешанная авиационная дивизия       |
| 01.08.1941 года | Харьковский военный округ | -                    | -                                | 75-я смешанная авиационная дивизия       |
| 01.09.1941 года | Ленинградский фронт       | -                    | 2-я резервная авиационная группа | -                                        |
| 01.10.1941 года | Ленинградский фронт       | -                    | 2-я резервная авиационная группа | -                                        |
| 01.11.1941 года | Ленинградский фронт       | -                    | 2-я резервная авиационная группа | -                                        |
| 01.12.1941 года | Ленинградский фронт       | -                    | 2-я резервная авиационная группа | -                                        |
| 01.01.1942 года | Волховский фронт          | -                    | 2-я резервная авиационная группа | -                                        |
| 01.02.1942 года | Волховский фронт          | 59-я армия           | 2-я резервная авиационная группа | -                                        |
| 01.03.1942 года | Сибирский военный округ   | -                    | -                                | -                                        |
| 01.04.1942 года | Сибирский военный округ   | -                    | -                                | -                                        |
| 01.05.1942 года | Сибирский военный округ   | -                    | -                                | -                                        |
| 01.06.1942 года | Резерв Ставки ВГК         | -                    | -                                | 2-я резервная авиационная бригада        |
| 01.07.1942 года | Волховский фронт          | 59-я армия           | -                                | -                                        |
| 01.08.1942 года | Резерв Ставки ВГК         | -                    | -                                | -                                        |
| 01.09.1942 года | Волховский фронт          | 14-я воздушная армия | -                                | 279-я истребительная авиационная дивизия |
| 01.10.1942 года | Волховский фронт          | 14-я воздушная армия | -                                | 279-я истребительная авиационная дивизия |
| 01.11.1942 года | Волховский фронт          | 14-я воздушная армия | -                                | 279-я истребительная авиационная дивизия |
| 01.12.1942 года | Волховский фронт          | 14-я воздушная армия | -                                | 279-я истребительная авиационная дивизия |
| 01.01.1943 года | Волховский фронт          | 14-я воздушная армия | -                                | 279-я истребительная авиационная дивизия |
| 01.02.1943 года | Волховский фронт          | 14-я воздушная армия | -                                | 279-я истребительная авиационная дивизия |
| 01.03.1943 года | Волховский фронт          | 14-я воздушная армия | -                                | 279-я истребительная авиационная дивизия |
| 01.04.1943 года | Резерв Ставки ВГК         | -                    | -                                | -                                        |
| 01.05.1943 года | Сибирский военный округ   | -                    | -                                | -                                        |
| 01.06.1943 года | Сибирский военный округ   | -                    | -                                | -                                        |
| 01.07.1943 года | Сибирский военный округ   | -                    | -                                | -                                        |
| 01.08.1943 года | Сибирский военный округ   | -                    | -                                | -                                        |
| 01.09.1943 года | Сибирский военный округ   | -                    | -                                | -                                        |
| 01.10.1943 года | Сибирский военный округ   | -                    | -                                | -                                        |
| 01.11.1943 года | Ленинградский фронт       | 13-я воздушная армия | -                                | -                                        |
| 01.12.1943 года | Ленинградский фронт       | 13-я воздушная армия | -                                | -                                        |
| 01.01.1944 года | Ленинградский фронт       | 13-я воздушная армия | -                                | -                                        |
| 01.02.1944 года | Ленинградский фронт       | 13-я воздушная армия | -                                | -                                        |
| 01.03.1944 года | Ленинградский фронт       | 13-я воздушная армия | -                                | -                                        |
| 01.04.1944 года | Ленинградский фронт       | 13-я воздушная армия | -                                | -                                        |
| 01.05.1944 года | Ленинградский фронт       | 13-я воздушная армия | -                                | -                                        |
| 01.06.1944 года | Ленинградский фронт       | 13-я воздушная армия | -                                | -                                        |
| 01.07.1944 года | Ленинградский фронт       | 13-я воздушная армия | -                                | -                                        |
| 01.08.1944 года | Ленинградский фронт       | 13-я воздушная армия | -                                | -                                        |
| 01.09.1944 года | Ленинградский фронт       | 13-я воздушная армия | -                                | -                                        |
| 01.10.1944 года | Ленинградский фронт       | 13-я воздушная армия | -                                | -                                        |
| 01.11.1944 года | Ленинградский фронт       | 13-я воздушная армия | -                                | 275-я истребительная авиационная дивизия |
| 01.12.1944 года | Ленинградский фронт       | 13-я воздушная армия | -                                | 275-я истребительная авиационная дивизия |
| 01.01.1945 года | Ленинградский фронт       | 13-я воздушная армия | -                                | 275-я истребительная авиационная дивизия |
| 01.02.1945 года | Ленинградский фронт       | 13-я воздушная армия | -                                | 275-я истребительная авиационная дивизия |
| 01.03.1945 года | Ленинградский фронт       | 13-я воздушная армия | -                                | 275-я истребительная авиационная дивизия |
| 01.04.1945 года | Ленинградский фронт       | 13-я воздушная армия | -                                | 275-я истребительная авиационная дивизия |
| 01.05.1945 года | Ленинградский фронт       | 13-я воздушная армия | -                                | 275-я истребительная авиационная дивизия |

## Командиры
- Мальцев Александр Никитич, майор, с 07.1941
- Морозов Иван Сидорович, майор, 1942
- Косачев Георгий Иванович, подполковник, 1943—1944

## Награды и наименования
| Награда                    | Дата награждения | За что получена |
| -------------------------- | ---------------- | --- |
| Выборгский                 | 02.07.1944 г.    | За отличие в боях с немецко-финскими захватчиками при прорыве линии Маннергейма и овладение городом и крепостью Выборг                                                              |
| Орден Кутузова III степени | 22.10.1944 г.    | За успешное выполнение заданий командования в боях с немецкими захватчиками, за овладение столицей Эстонской ССР городом Таллин (Ревель) и проявленные при этом доблесть и мужество |